# 努尔丁·莫尔塞利
努尔丁·莫尔塞利（阿拉伯语：‎，Noureddine Morceli，1970年2月28日—），阿尔及利亚男子田径运动员，主攻1500公尺跑。他曾代表阿尔及利亚参加1992年、1996年、2000年夏季奥林匹克运动会田径比赛，获得一枚金牌。他还曾三次获得世界田径锦标赛金牌。他在田径生涯中曾7次打破世界纪录。